# Phân biệt giới tính ở người
Sự phân biệt giới tính ở người là quá trình phát triển các khác biệt giới tính ở con người. Nó được định nghĩa là sự phát triển của cấu trúc kiểu hình do hậu quả của hoạt động của kích thích tố sinh ra sau khi xác định tuyến sinh dục. Sự phân biệt giới tính bao gồm sự phát triển của cơ quan sinh dục khác nhau và các bộ phận sinh dục bên trong, vú, lông trên cơ thể và đóng một vai trò trong nhận dạng giới tính.
Sự phát triển của sự khác biệt giới tính bắt đầu với hệ thống xác định giới tính XY hiện diện ở người, và các cơ chế phức tạp chịu trách nhiệm cho sự phát triển của sự khác biệt kiểu hình giữa con người nam và nữ từ một hợp tử không phân biệt. Phụ nữ có 2 nhiễm sắc thể X, và nam giới có 1 nhiễm sắc thể Y và 1 nhiễm sắc thể X. Ở giai đoạn đầu trong phát triển phôi thai, cả hai giới đều có cấu trúc bên trong tương đương. Đây là những ống dẫn mesonephric và ống dẫn paramesonephric. Sự hiện diện của gen SRY trên nhiễm sắc thể Y tạo ra sự phát triển của tinh hoàn ở nam giới, và sự giải phóng hormone tiếp theo gây ra các ống dẫn paramesonephric bị thoái hóa. Ở phụ nữ, các ống dẫn mesonephric bị thoái hóa.
Sự phát triển tình dục khác nhau, được gọi là intersex, có thể là kết quả của các yếu tố di truyền và nội tiết tố.

## Xác định giới tính
Hầu hết các động vật có vú, kể cả con người, đều có hệ thống xác định giới tính XY: nhiễm sắc thể Y mang các yếu tố gây ra sự phát triển của nam giới. Trong trường hợp không có nhiễm sắc thể Y, nữ giới sẽ được hình thành dưới sự hiện diện của 2 gen R-spondin1 và Wnt4. Điều này là do sự hiện diện của vùng xác định giới tính của nhiễm sắc thể Y, còn được gọi là gen SRY. [5] Do đó, động vật có vú đực thường có nhiễm sắc thể X và Y (XY), trong khi động vật có vú nữ thường có hai nhiễm sắc thể X (XX). Ở người, giới tính sinh học được xác định bởi năm yếu tố có mặt lúc sinh: sự hiện diện hay vắng mặt của nhiễm sắc thể Y, loại tuyến sinh dục, hormone giới tính, cơ quan sinh dục bên trong (như tử cung ở phụ nữ) và cơ quan sinh dục bên ngoài.

## Hệ sinh sản

### Phân biệt hệ sinh dục ngoài

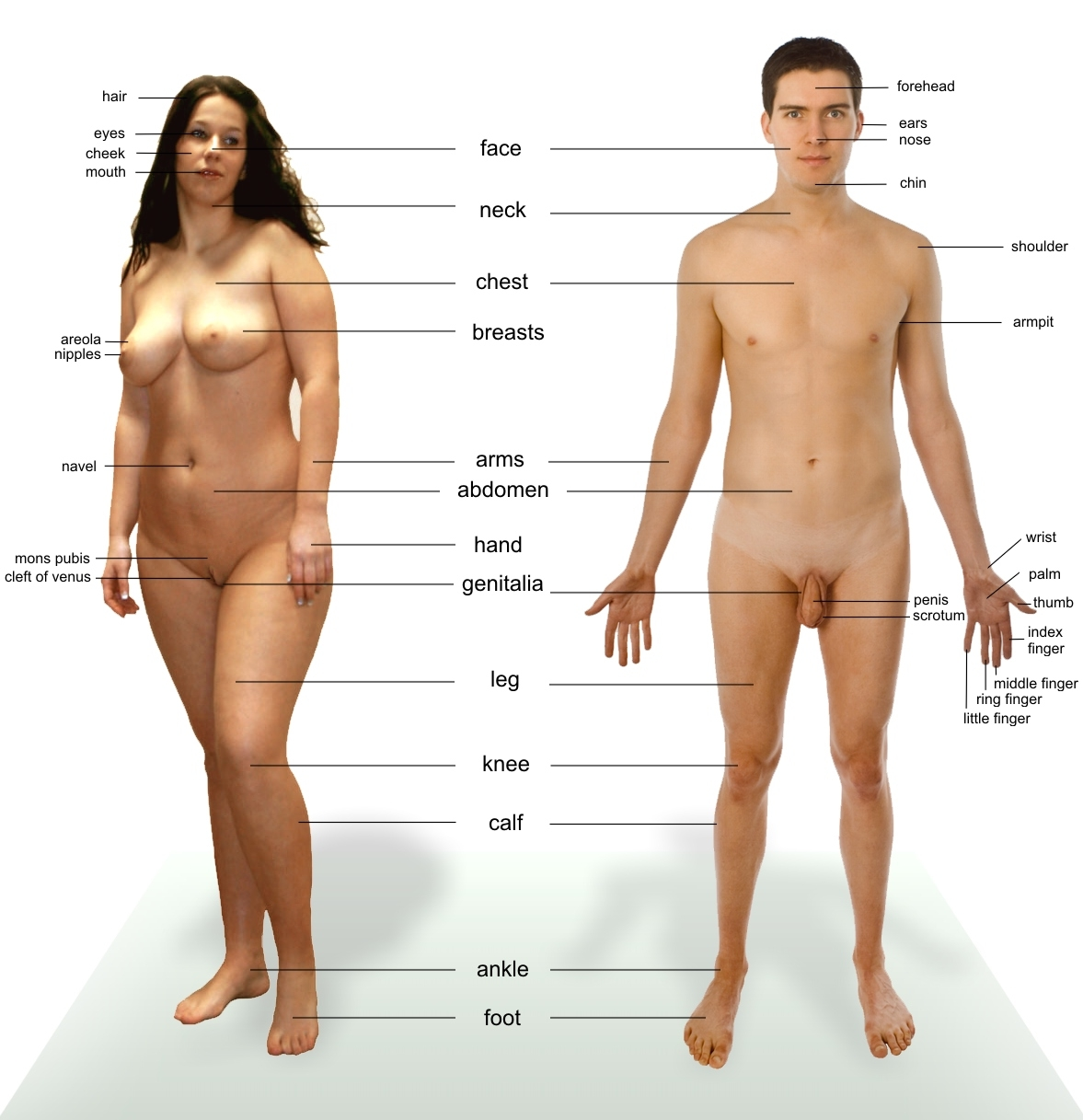
Bức ảnh của một người đàn bà và một người đàn ông trưởng thành. Lưu ý rằng cả hai người đều đã cạo mọt phần lông trên cơ thể.

Phôi nam giới trở nên khác biệt bên ngoài từ 8 đến 12 tuần, khi androgen làm phình to khung dương vật và gây ra các rãnh sinh dục và xoang để tập trung vào đường giữa, tạo ra một dương vật rõ ràng với một niệu đạo dương vật, và một bìu mỏng, gồ ghề. Dihydrotestosterone sẽ làm phân biệt các đặc tính nam còn lại của cơ quan sinh dục bên ngoài.